# Interior Plateau
L’Interior Plateau comprende una larga porzione della parte interna della Columbia Britannica ed è posizionato tra i Monti Cariboo e i Monti Monashee a est, e tra i Monti Hazelton, le Montagne Costiere e le Montagne Rocciose a ovest. Il plateau prosegue poi negli Stati Uniti dove viene chiamato Columbia Plateau.

## Descrizione
Da un punto di vista fisiografico, l'Interior Plateau è una sezione della vasta provincia dei Northern Plateaus, che a sua volta fa parte della suddivisione fisiografica degli Intermontane Plateaus. 
Nonostante la somiglianza del nome, l'Interior Plateau non fa parte delle Interior Mountains, una vasta area che costituisce quasi i due terzi settentrionali della provincia canadese della Columbia Britannica tra le Montagne Costiere, le Montagne Rocciose e varie altre piccole catene montuose comprese tra le Bulkley Ranges e il fiume Bella Coola.

## Suddivisioni
L'Interior Plateau presenta le seguenti suddivisioni:
- Plateau Fraser
  - Plateau Chilcotin
  - Plateau Cariboo
    - Plateau Bonaparte (che fa parte anche del Plateau Thompson)

  - Plateau Nechako
    - Plateau McGregor
- Plateau Thompson

I plateau Cariboo e Fraser sono separati dal fiume Fraser. Il Plateau Nechko fiancheggia il fiume Fraser da entrambi i lati; il confine meridionale è definito dal West Road River (chiamato anche Blackwater River) e dal Quesnel River, mentre il confine settentrionale è dato dalle
Omineca Mountains e dalle Cassiar Mountains, che sono due importanti suddivisioni delle Interior Mountains.